# Supercopa do Brasil de Futebol Feminino de 2023
A Supercopa do Brasil de Futebol Feminino de 2023, oficialmente Supercopa Feminina Betano por motivos de patrocínio, foi a segunda edição dessa competição brasileira de futebol feminino organizada pela Confederação Brasileira de Futebol (CBF). O torneio foi realizado entre 4 e 12 de fevereiro.
O Corinthians foi bicampeão, após vencer o Flamengo, na final, por 4–1, com gols de Tamires e Millene — cada atleta marcou dois gols — sendo o primeiro de Tamires, aos 46 segundos do primeiro tempo e o mais rápido da história da competição. Com uma bonificação financeira histórica, o campeão recebeu 500 mil reais e o vice-campeão, 300 mil.

## Regulamento
A competição foi disputada no sistema de mata-mata, no qual duas equipes se enfrentaram em jogo único e o vencedor foi promovido à próxima fase do torneio. Em caso de empate no tempo regulamentar, o vencedor da partida era decidido após uma disputa por pênaltis.
O mando de campo pertenceu ao time da Federação melhor qualificada no Ranking da CBF.

## Equipes classificadas
| Estado            | Clube                | Forma de classificação        |
| ----------------- | -------------------- | ----------------------------- |
| Ceará             | Ceará                | Melhor colocado CE – Série A2 |
| Distrito Federal  | Real Brasília        | Melhor colocado DF – Série A1 |
| Minas Gerais      | Atlético Mineiro     | Melhor colocado MG – Série A1 |
| Paraná            | Athletico Paranaense | Melhor colocado PR – Série A2 |
| Rio de Janeiro    | Flamengo             | Melhor colocado RJ – Série A1 |
| Rio Grande do Sul | Internacional        | Melhor colocado RS – Série A1 |
| Santa Catarina    | Kindermann           | Melhor colocado SC – Série A1 |
| São Paulo         | Corinthians          | Melhor colocado SP – Série A1 |

## Partidas
Os confrontos foram sorteados, pela CBF, em 17 de janeiro de 2023.
Em itálico, as equipes que possuiram o mando de campo no confronto e, em negrito, as equipes classificadas.
|  | Quartas de final                     | Quartas de final                 |                                     |    | Semifinal | Semifinal |  |  | Final | Final |
|  |                                      |                                  |                                     |    |           |           |  |  |       |       |
|  | 4 de fevereiro – Beira-Rio           |                                  |                                     |    |           |           |  |  |       |       |
|  |                                      |                                  |                                     |    |           |           |  |  |       |       |
|  | Internacional                        | 5                                |                                     |    |           |           |  |  |       |       |
|  | Internacional                        | 5                                | 9 de fevereiro – Neo Química Arena  |    |           |           |  |  |       |       |
|  | Athletico Paranaense                 | 1                                |                                     |    |           |           |  |  |       |       |
|  | Athletico Paranaense                 | 1                                | Internacional                       | 1  |           |           |  |  |       |       |
|  | 5 de fevereiro – Distrital do Inamar |                                  | Internacional                       | 1  |           |           |  |  |       |       |
|  |                                      | Corinthians                      | 2                                   |    |           |           |  |  |       |       |
|  | Corinthians                          | Corinthians                      | 2                                   | 1  |           |           |  |  |       |       |
|  | Corinthians                          |                                  | 12 de fevereiro – Neo Química Arena | 1  |           |           |  |  |       |       |
|  | Atlético Mineiro                     | 0                                |                                     |    |           |           |  |  |       |       |
|  | Atlético Mineiro                     | 0                                | Corinthians                         | 4  |           |           |  |  |       |       |
|  | 4 de fevereiro – Serejão             |                                  | Corinthians                         | 4  |           |           |  |  |       |       |
|  |                                      | Flamengo                         | 1                                   |    |           |           |  |  |       |       |
|  | Real Brasília                        | Flamengo                         | 1                                   | 2  |           |           |  |  |       |       |
|  | Real Brasília                        | 8 de fevereiro – Luso-Brasileiro |                                     | 2  |           |           |  |  |       |       |
|  | Avaí/Kindermann                      | 1                                |                                     |    |           |           |  |  |       |       |
|  | Avaí/Kindermann                      | 1                                | Real Brasília                       | 2  |           |           |  |  |       |       |
|  | 5 de fevereiro – Luso-Brasileiro     |                                  | Real Brasília                       | 2  |           |           |  |  |       |       |
|  |                                      | Flamengo                         | 3                                   |    |           |           |  |  |       |       |
|  | Flamengo                             | Flamengo                         | 3                                   | 10 |           |           |  |  |       |       |
|  | Flamengo                             |                                  |                                     | 10 |           |           |  |  |       |       |
|  | Ceará                                | 0                                |                                     |    |           |           |  |  |       |       |
|  | Ceará                                | 0                                |                                     |    |           |           |  |  |       |       |

### Quartas de final
| 4 de fevereiro | Internacional                                                               | 5 – 1                         | Athletico Paranaense | Estádio Beira-Rio, Porto Alegre                                       |
| 18:45          | Roberta 4' · Belén 25', 47' · Bruna Benites 37' · Djenifer Becker 56' (pen) | Súmula (CBF) Financeiro (CBF) | 3' Verônica          | Público: 1 405 Renda: R$ 12 325,00 Árbitro: SP Marianna Nanni Batalha |

| 4 de fevereiro | Real Brasília         | 2 – 1                         | Avaí/Kindermann | Estádio Serejão, Taguatinga                                                |
| 21:00          | Carol 53' · Karla 85' | Súmula (CBF) Financeiro (CBF) | 17' Rafaela     | Público: 189 Renda: R$ 0,00 Árbitro: MG Francielly Fernanda Lima de Castro |

| 5 de fevereiro | Corinthians         | 1 – 0        | Atlético Mineiro | Estádio Distrital do Inamar, Diadema |
| 10:30          | Vic Albuquerque 56' | Súmula (CBF) |                  | Árbitro: RJ Rejane Silva (FIFA)      |

| 5 de fevereiro | Flamengo | 10 – 0       | Ceará | Estádio Luso-Brasileiro, Rio de Janeiro |
| 10:30          | Sole Jaimes 2' · Crivelari 8', 66', 83' · Maria Alves 20' · Duda Francelino 29', 39' · Thaísa 74' · Gica 88' (pen) · Jucinara 90+2' | Súmula (CBF) |       | Árbitro: SC Charly Deretti (FIFA)       |

### Semifinal
Fonte: 
| 8 de fevereiro | Flamengo                                                          | 3 – 2        | Real Brasília            | Estádio Luso-Brasileiro, Rio de Janeiro    |
| 21:30          | Duda Francelino 42' · Rafaela Soares 46' (g.c.) · Sole Jaimes 56' | Súmula (CBF) | Karla 8' · Gabrielly 60' | Árbitro: MG Andreza Helena Siqueira (FIFA) |

| 9 de fevereiro | Corinthians                    | 2 – 1        | Internacional | Neo Química Arena, São Paulo       |
| 16:20          | Diany 58' · Tamires 69' (pen.) | Súmula (CBF) | Priscila 84'  | Árbitro: PE Deborah Cecilia (FIFA) |

### Final
Fonte: 
| 12 de fevereiro | Corinthians                                 | 4 – 1        | Flamengo   | Neo Química Arena, São Paulo       |
| 10:15           | Tamires 1', 57' · Millene 36' (pen.), 45+3' | Súmula (CBF) | Daiane 68' | Árbitro: SE Thayslane Costa (FIFA) |

|  | Corinthians |  | Flamengo |  |

| G            | 12 | Lelê            |     |     |
| LD           | 6  | Belinha         |     | 82' |
| Z            | 3  | Tarciane        |     |     |
| Z            | 74 | Andressa        |     |     |
| LE           | 71 | Yasmim          |     | 73' |
| V            | 8  | Diany           |     | 65' |
| V            | 28 | Ju Ferreira     |     |     |
| M            | 17 | Vic Albuquerque |     | 65' |
| A            | 18 | Gabi Portilho   |     |     |
| A            | 14 | Millene         | 37' | 73' |
| A            | 37 | Tamires         |     |     |
| Reservas:    |    |                 |     |     |
| G            | 1  | Tainá           |     |     |
| LD           | 2  | Katiuscia       |     | 82' |
| LD           | 13 | Carol Tavares   |     |     |
| V            | 5  | Luana           |     |     |
| V            | 55 | Gabi Morais     |     | 65' |
| M            | 7  | Grazi           |     |     |
| M            | 11 | Liana Salazar   |     | 65' |
| M            | 20 | Mariza          |     |     |
| A            | 30 | Jaqueline       | 79' | 73' |
| A            | 9  | Jheniffer       |     | 73' |
| A            | 77 | Carol Nogueira  |     |     |
| A            | 22 | Fernandinha     |     |     |
| Treinador:   |    |                 |     |     |
| Arthur Elias |    |                 |     |     |

| G            | 1  | Bárbara         |       |     |
| LD           | 2  | Monalisa        |       | 46' |
| Z            | 3  | Daiane          |       |     |
| Z            | 27 | Thais Regina    | 45+1' |     |
| Z            | 81 | Jucinara        |       |     |
| V            | 5  | Kaylane Melo    |       | 43' |
| V            | 17 | Thaísa          |       | 46' |
| M            | 10 | Duda Francelino |       |     |
| A            | 9  | Maria Alves     | 18'   | 60' |
| A            | 19 | Crivelari       |       |     |
| A            | 99 | Sole Jaimes     | 41'   |     |
| Reservas:    |    |                 |       |     |
| G            | 23 | Karol Alves     |       |     |
| LD           | 94 | Rayanne         |       | 46' |
| Z            | 22 | Agustina        |       | 46' |
| LE           | 6  | Gisseli         |       |     |
| V            | 8  | Cris            |       |     |
| M            | 11 | Leidi           |       |     |
| M            | 18 | Louvain         |       |     |
| M            | 32 | Duda Rodrigues  |       |     |
| M            | 35 | Kaylaine Souza  |       | 43' |
| A            | 7  | Darlene         |       |     |
| A            | 21 | Gica            |       | 60' |
| A            | 33 | Tuca            |       |     |
| Treinador:   |    |                 |       |     |
| Luis Andrade |    |                 |       |     |

## Premiação
| Supercopa do Brasil de Futebol Feminino de 2023 |
| São Paulo                                       |
| ----------------------------------------------- |
| CORINTHIANS Bicampeão (2.º título)              |

## Estatísticas
| Gols | Jogadora        | Equipe        |
| ---- | --------------- | ------------- |
| 3    | Duda Francelino | Flamengo      |
| 3    | Crivelari       | Flamengo      |
| 3    | Tamires         | Corinthians   |
| 2    | Belén           | Internacional |
| 2    | Karla           | Real Brasília |
| 2    | Millene         | Corinthians   |
| 2    | Sole Jaimes     | Flamengo      |
| 1    | 15 futebolistas |               |

| Gol contra | Jogadora       | Equipe                          |
| ---------- | -------------- | ------------------------------- |
| 1          | Rafaela Soares | Real Brasília (para o Flamengo) |

### Hat-trick
Estes foram os hat-tricks do Campeonato:
|   | Futebolista | Gols         | Mandante | Placar | Visitante | Data           | Etapa   | Ref.   |
| - | ----------- | ------------ | -------- | ------ | --------- | -------------- | ------- | ------ |
| 1 | Crivelari   | 8', 66', 83' | Flamengo | 10 – 0 | Ceará     | 5 de fevereiro | Quartas | [ 13 ] |

## Transmissão
Todos os jogos foram transmitidos pelo Grupo Globo, através do SporTV, sendo que quatro jogos também foram exibidos na TV Globo.